# Başakşehir, Başakşehir
Başakşehir là một xã thuộc huyện Başakşehir, tỉnh Istanbul, Thổ Nhĩ Kỳ.